# Чумафаја (Клуж)
Чумафаја (рум. Ciumăfaia) насеље је у Румунији у округу Клуж у општини Борша. Oпштина се налази на надморској висини од 328 m.

## Становништво
Према подацима из 2002. године у насељу је живело 172 становника.

### Попис2002.
| Расподела становништва по националности 2002.‍ | Расподела становништва по националности 2002.‍ | Расподела становништва по националности 2002.‍ | Расподела становништва по националности 2002.‍ | Расподела становништва по националности 2002.‍ |
| --------------------------------------------- | --------------------------------------------- | --------------------------------------------- | --------------------------------------------- | --------------------------------------------- |
|                                               |                                               |                                               |                                               |                                               |
| Румуни                                        | Румуни                                        |                                               | 119                                           | 69,2%                                         |
| Мађари                                        | Мађари                                        |                                               | 16                                            | 9,3%                                          |
| Роми                                          | Роми                                          |                                               | 37                                            | 21,5%                                         |